# Tipula (Eumicrotipula) novatrix
Tipula (Eumicrotipula) novatrix is een tweevleugelige uit de familie langpootmuggen (Tipulidae). De soort komt voor in het Neotropisch gebied.